# Abbazia di Santa Maria delle Carceri
L'abbazia di Santa Maria delle Carceri, conosciuta anche come abbazia di Carceri, è un'abbazia situata nel comune di Santa Caterina d'Este, presso la frazione di Carceri nella bassa padovana.
Fondata nel XII secolo come ospizio per i pellegrinaggi diretti verso Roma lungo la via padovana, fu ampliata dal XV al XVII secolo dai monaci camaldolesi. Dopo essere stata venduta nel 1690 per finanziare la guerra della Repubblica di Venezia contro l'Impero ottomano, rimase abbandonata fino alla metà del XX secolo.

## Storia

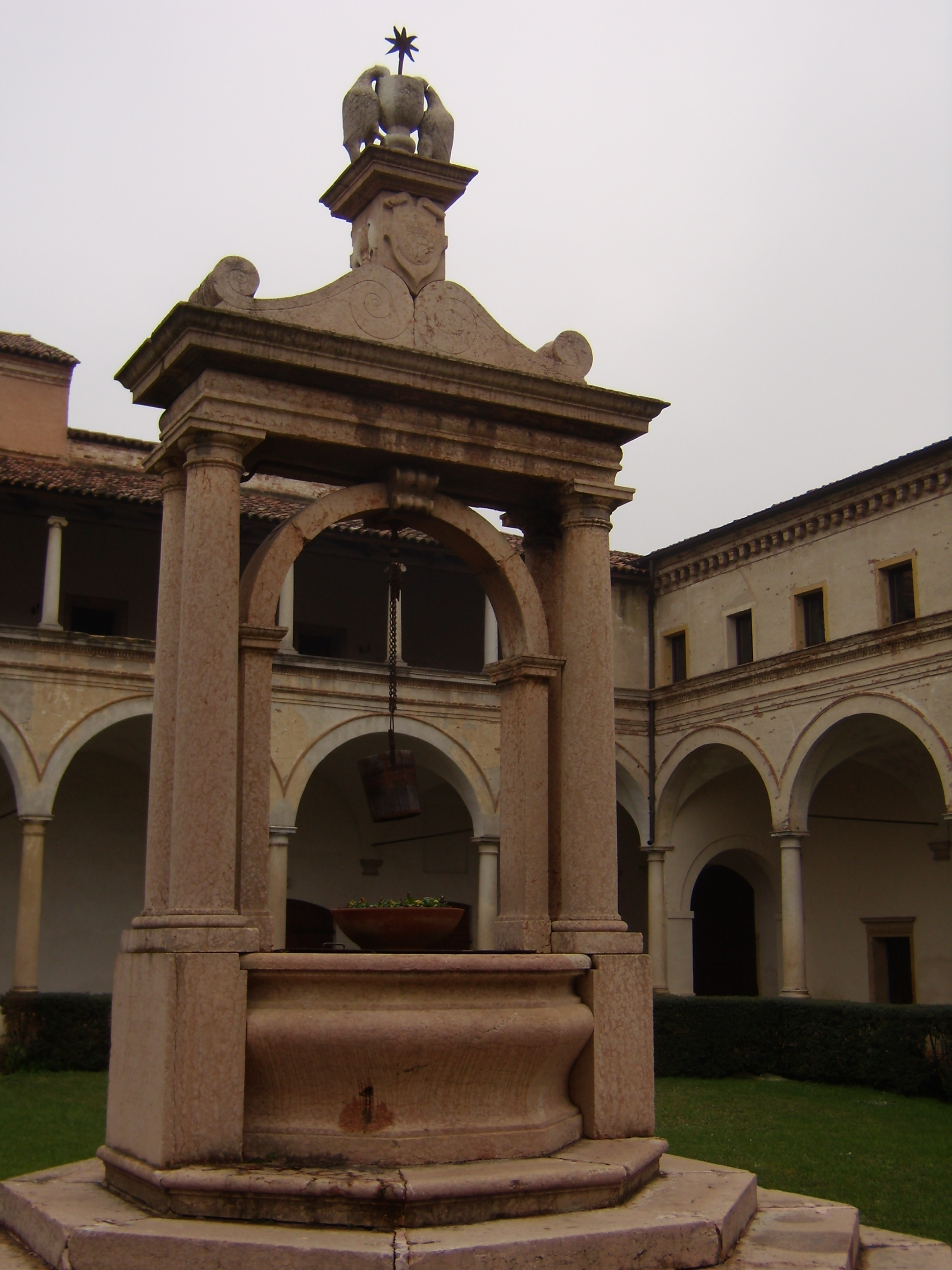
Grande chiostro del XVI secolo

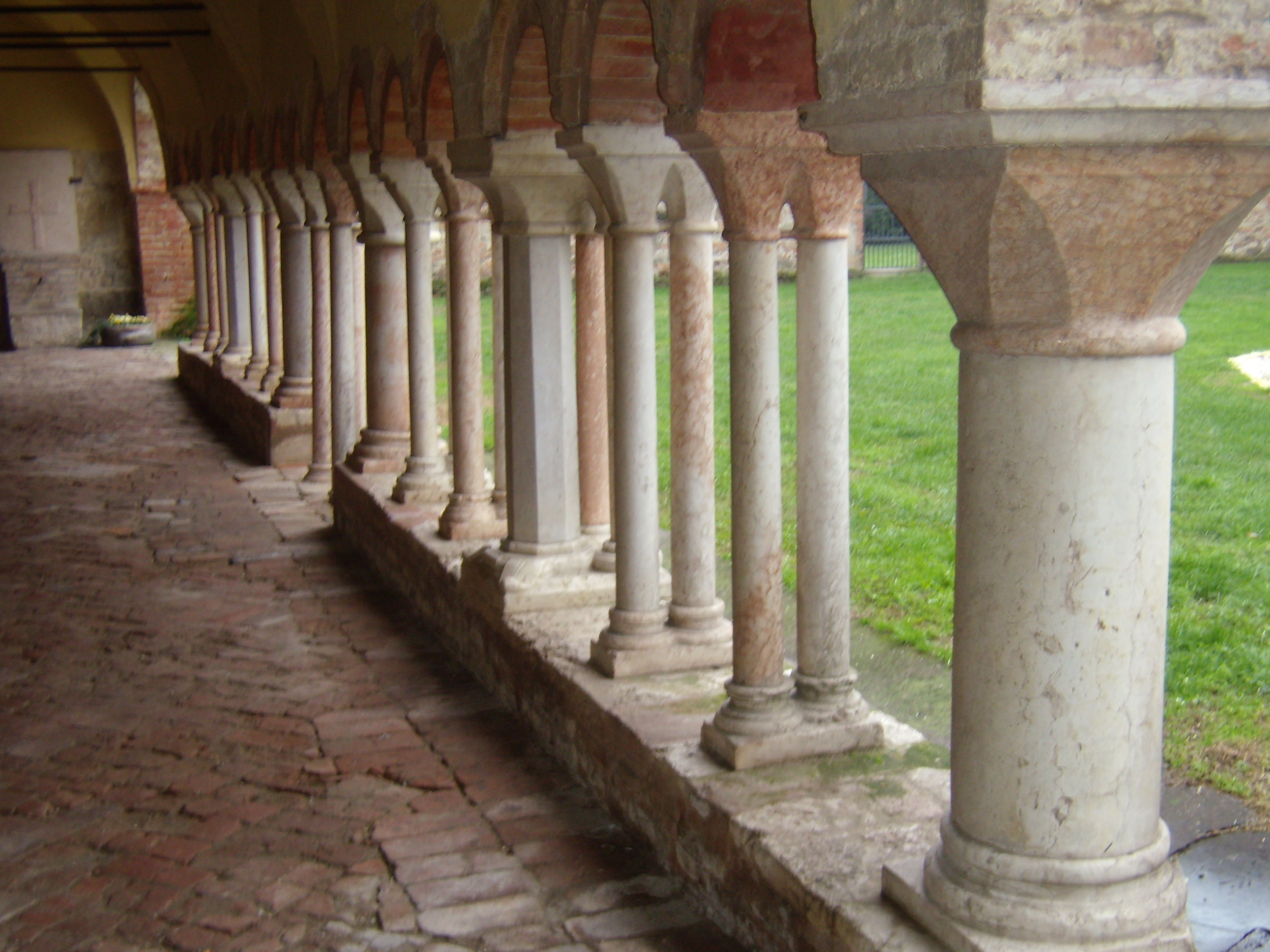
Le colonnine del chiostrino

L'abbazia nacque sulle ceneri di una vecchia chiesa, nel 1189 quando i canonici Portuensi consacrarono la nuova chiesa che avevano edificato sulla chiesa preesistente, antecedente all'anno Mille, cui è ancora conservato il battistero, sostituendo il primitivo edificio con un'ampia aula romanica a tre navate. I canonici agostiniani vi rimasero infatti fino al 1407 e la loro attività fu preziosissima per la bonifica delle terre, la costruzione di strade e di argini di contenimento delle acque ed in definitiva per il popolamento delle campagne di questa zona della provincia di Padova, che era spesso soggetta ad inondazioni dell'Adige. Gli agostiniani lasciarono però Carceri in seguito a numerose carestie e pestilenze che decimarono la comunità. Del periodo è rimasto un chiostrino di 24 colonnine in marmo rosso di Verona, variamente abbinate e composite, che sostengono altrettanti capitelli e archetti formando una struttura leggera ed elegante ma allo stesso tempo tanto robusta da sostenere una parete in muratura massiccia e pesante. È un po' un'anticipazione di ciò che avverrà in Palazzo Ducale a Venezia, dove porticati al piano terra costruiti con strutture leggere e aggraziate reggono l'enorme massa muraria dei saloni soprastanti.
Nel 1407 papa Gregorio XII trasferì il possesso e la cura della chiesa e del cenobio al monaci camaldolesi che la ressero fino alla fine del XVII secolo. Essi continuarono l'opera di bonifica delle terre, ampliarono le strutture dell'abbazia dotandola di quattro chiostri, costruirono la biblioteca e vi costituirono una vera e propria Accademia di Studi. L'abbazia divenne quindi un centro di potere temporale e spirituale tra i più importanti del Veneto.
Del periodo camaldolese rimangono il grande chiostro del XVI secolo, la navata della chiesa ed il coro, la foresteria, parte della biblioteca cui, dispersi i preziosi volumi, rimangono i locali oggi denominati sala degli affreschi.
Nel 1690 papa Alessandro VIII mise all'asta l'abbazia per ricavarne fondi al fine di finanziare le campagne militari della Guerra di Candia dei Veneziani contro i turchi che minacciavano l'integrità dell'Europa. L'intero complesso fu acquistato dalla famiglia Carminati che a sua volta in seguito la cedette in locazione. A causa dei continui passaggi di proprietà l'abbazia lentamente decadde, fu oggetto di saccheggi, furti, spoliazioni, privata di tutto ciò che poteva servire ai poveri abitanti della zona. L'abbazia stessa e le sue adiacenza vennero trasformate in una grande fattoria ed adattate alle nuove esigenze.
Del periodo in cui fu proprietà della famiglia Carminati restano la villa (oggi canonica) il cui piano nobile è decorato da affreschi ed intarsi.
Durante la seconda guerra mondiale, le opere più preziose della Biblioteca nazionale Marciana furono ospitate nell'abbazia di Carceri.
Nel 1951 i conti Carminati, dopo aver venduto tutte le terre circostanti, donarono quanto rimaneva di tutto il complesso edilizio, ormai fatiscente, alla parrocchia di Carceri.
Da metà degli anni novanta un gruppo di volontari è impegnato alla ristrutturazione del monastero e della foresteria per riportare l'abbazia al suo antico splendore. All'interno del complesso architettonico è stato realizzato un piccolo museo etnografico.